# Pogarda (telenowela)
Pogarda (hiszp. El Desprecio) – wenezuelska telenowela z 1991 roku wyemitowana przez RCTV. W rolach głównych Flavio Caballero i Maricarmen Regueiro. Główną antagonistkę zagrała Flor Núñez. W 2006 roku powstał remake o tej samej nazwie El desprecio.

## Wersja polska
W Polsce serial był emitowany w pasmie wspólnym TVP Regionalnej. Lektorem był Janusz Wachowicz. Ostatni 152. odcinek wyemitowano 12 stycznia 1998 o godzinie 18.30, a jego powtórkę 13 stycznia 1998 o godzinie 11.55. W ramówce telewizji regionalnej telenowelę zastąpił serial Historia miłości.

## Obsada
- Flavio Caballero jako Raúl Velandró
- Maricarmen Regueiro jako Clara Inés Santamaría
- Carlos Márquez jako Israel Santamaría
- Flor Núñez jako Pastora Lara Portillo
- Dilia Waikarán jako Elisenda
- Ana Karina Manco
- Alberto Álvarez
- Virgilio Galindo jako Pereto
- Leopoldo Renault
- Tomás Henriquez
- Sonya Smith